# Flightline

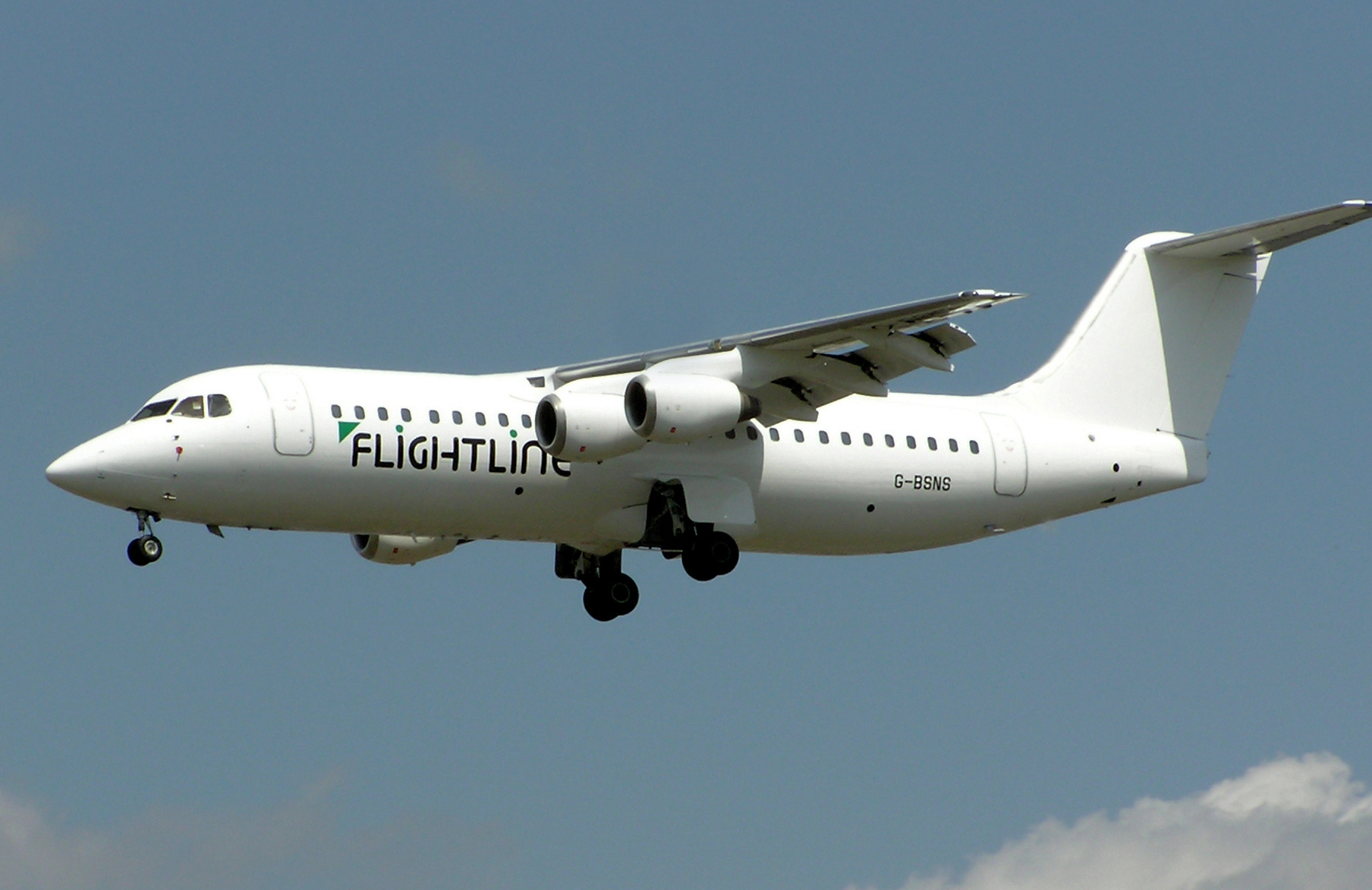
Un British Aerospace 146 de la Flightline.

Flightline (code AITA : B5 ; code OACI : FLT) était une compagnie aérienne britannique.
Fondée en 1989, elle a cessé son activité en décembre 2008.